# Pollert
Pollert ist der Familienname folgender Personen:
- Dirk Pollert (* 1968), deutscher Jurist und Industrielobbyist
- Emil Pollert (1877–1935), tschechischer Musiker und Sänger
- Karl Pollert (1800–1859), deutscher Theaterschauspieler
- Lukáš Pollert (* 1970), tschechischer ehemaliger Kanuslalomfahrer
- Marie Pollert (1818–1899), deutsche Theaterschauspielerin
- Stephan Pollert (* 1963), Triathlet; Deutscher Meister auf Sprintdistanz 2013

Siehe auch:
- Poller (Begriffsklärung)
- Pollart